# Ministère de la Culture populaire
Le ministère de la Culture populaire (italien : Ministero della Cultura Popolare, couramment abrégé « MinCulPop ») est un département du gouvernement italien de 1937 à 1944. 

## Chronologie
Le précurseur du ministère peut être considéré comme le bureau de presse de la présidence du Conseil des ministres, créé en 1922 avec pour mission de diffuser les communiqués officiels du régime fasciste ; il a été rebaptisé bureau de presse du chef du gouvernement en 1925.
Avec le décret royal no 1434 du 6 septembre 1934, ce bureau est transformé en Sous-secrétariat d'État à la presse et à la propagande, composé de trois directions générales : presse italienne, presse étrangère et propagande. Avec le décret royal no 1565 du 18 septembre 1934, une quatrième direction générale de la cinématographie a été créée. Le nouveau sous-secrétariat, avec le décret royal du 21 novembre 1934, le no 1851, a également repris les compétences du commissariat au Tourisme, transformé en direction générale pour l'occasion.
Avec le décret royal no 1009 du 24 juin 1935, le sous-secrétariat devient le ministère de la Presse et de la Propagande. Avec le décret royal no 1834 du 24 septembre 1936, une nouvelle direction générale a été créée, celle des arts du spectacle, et divers organismes et instituts ont été placés sous l'autorité directe du ministère :
- Istituto Luce
- l'Office national des industries du tourisme (ENIT) ;
- l'Institut national des drames anciens
- la discothèque d'État ;
- les offices du tourisme provinciaux ;
- le comité de crédit de l'hôtel.

Avec le décret royal no 752 du 27 mai 1937, le ministère a été rebaptisé ministère de la Culture populaire.
Le premier titulaire du ministère a été Dino Alfieri. En 1939, Alfieri est nommé ambassadeur à Berlin et le nouveau ministre de la Culture populaire est Alessandro Pavolini. En février 1943, Gaetano Polverelli est nommé ministre en remplacement de Pavolini.
Après la chute du régime en juillet 1943 et l'instauration de la République sociale italienne (RSI), le ministère de la Culture populaire est transféré à Salò ; Ferdinando Mezzasoma est nommé à sa tête.
Par décret législatif en date du 3 juillet 1944, no 163 (gouvernement Bonomi II), le ministère est supprimé et il est remplacé par un sous-secrétariat pour la presse et l'information sous la présidence du Conseil des ministres. Le 12 décembre 1944, le décret no 407, le transforme en Sous-secrétariat d'État à la presse, aux arts du spectacle et au tourisme, qui sera à son tour supprimé par le décret législatif no 416 du 5 juillet 1945.
Le ministère était chargé de contrôler chaque publication, de confisquer tous les documents considérés comme dangereux ou contraires au régime et d'émettre des ordres de presse (ou veline) qui donnaient des instructions précises concernant le contenu des articles, l'importance des titres et leur taille. Plus généralement, le ministère était responsable de la propagande, c'est-à-dire qu'il n'était pas seulement chargé du contrôle de la presse. Une autre tâche importante était la promotion du cinéma de propagande fasciste.
De même, en 1933, le ministère de la Propagande est fondé dans l'Allemagne nazie ; Joseph Goebbels en est le responsable. Cette décision a donné l'impulsion au régime fasciste pour centraliser davantage de compétences dans un seul ministère.

## Le chef du service de presse du gouvernement
Le bureau de presse du chef du gouvernement a été créé en 1922 et était chargé de publier des communiqués officiels. Le 9 août 1923, afin de consolider son pouvoir nouvellement acquis, Mussolini le place sous son autorité directe et lui confie la tâche de lutter contre la propagande antifasciste, de fournir aux journaux la version officielle des événements et de passer en revue les journaux italiens et étrangers afin de recueillir des informations et des opinions. Mussolini a ainsi transformé le Bureau de presse d'une agence chargée des communiqués officiels en une agence d'information et de revue, en élargissant ses fonctions.
Entre 1922 et 1934, le poste de chef du service de presse du chef du gouvernement a été occupé par :
- Cesare Rossi (jusqu'en juin 1924) ;
- Maffio Maffii (juin 1924 - janvier 1925) ;
- Emilio Severini (février 1925 - avril 1925) ;
- Giovanni Capasso Torre di Pastene (avril 1925 - septembre 1928) ;
- Lando Ferretti (1928-1931) ;
- Gaetano Polverelli (1931 - août 1933) ;
- Galeazzo Ciano (août 1933 - 5 septembre 1934).

### 1926: propagande pour l'intégration
Jusqu'en 1926, la politique culturelle du régime visait avant tout à contrôler la haute culture et les intellectuels, par la création de nouveaux instituts culturels ou la fascisation des instituts existants. C'est précisément à partir de cette date que Mussolini a acquis la conviction que la politique culturelle n'était pas seulement un moyen de contrôler les intellectuels et de soumettre l'opposition antifasciste, mais qu'elle pouvait également être utilisée par le fascisme pour s'enraciner dans la vie culturelle du pays et façonner la conscience morale et sociale des Italiens, afin de mettre en œuvre, en substance, ce qui était l'objectif fondamental de la politique culturelle du régime dans les années 1930, à savoir "atteindre le peuple". La création d'un pont entre la culture fasciste et les masses aurait permis à Mussolini d'obtenir une large base de consensus populaire grâce à laquelle son régime et son leadership auraient duré plus longtemps.
Afin de mettre en œuvre cette nouvelle conception de la politique culturelle, le régime passe, en 1926, de la propagande d'agitation, un type de propagande subversive qui avait été utilisé entre 1919 et 1922 et entre 1924 et 1926, et qui visait à susciter des sentiments de haine et de frustration afin de déclencher la violence et la rébellion, à la propagande d'intégration. Cette dernière était un type de propagande qui agissait sur les gens de manière indirecte, en influençant leurs coutumes, leurs habitudes et leur comportement, afin de conditionner la majorité de la population et d'obtenir son acceptation totale d'un modèle comportemental donné.
La mise en œuvre de la propagande d'intégration a été rendue possible par l'élargissement important des fonctions du service de presse du chef du gouvernement à partir de 1926, ce qui en fait l'un des principaux développeurs de ce type de propagande.
L'expansion du bureau de presse commence en 1926, lorsque Mussolini place le bureau de presse du ministère des affaires étrangères sous la direction de Capasso Torre, qui dirigeait le bureau de presse depuis 1924. Le service de presse du ministère des Affaires étrangères est ainsi devenu une section du service de presse du chef du gouvernement, qui a donc été divisé en deux sections internes:
- La section pour la presse italienne : cette section était basée au Viminale, elle travaillait en étroite collaboration avec le ministère de l'intérieur, ses employés étaient un très petit nombre de journalistes et de littéraires. Ses principales tâches étaient les suivantes :
  - lire tous les principaux journaux et périodiques publiés dans le pays ;
  - la distribution de divers matériels aux journalistes, tels que des photographies ou des instructions sur le traitement de certains sujets d'actualité ;
  - des réprimandes aux rédacteurs de journaux qui ont publié des informations non autorisées ;
  - la distribution de subventions financières aux journaux sous forme de paiements secrets afin de les influencer et de les rendre dépendants du régime.

- La section de la presse étrangère : cette section était basée au Palazzo Chigi et comptait un plus grand nombre d'employés que la section de la presse italienne. Ses tâches étaient les suivantes
  - la collection d'articles concernant l'Italie ;
  - la coordination de l'actualité de la politique étrangère ;
  - distribuer au ministère des affaires étrangères les réponses aux questions posées par les journalistes étrangers.

Sous la direction de Lando Ferretti, directeur du bureau de presse à partir de septembre 1928, le bureau est modernisé avec l'élévation, en 1929, des sections de la presse italienne et étrangère en directions générales. Au début des années 1930, la Direction générale de la presse italienne a d'ailleurs repris au ministère de l'Intérieur la tâche de saisir et de supprimer les journaux.
Une tentative d'élargissement des fonctions du Bureau de presse a lieu à partir d'avril 1933, lorsque Gaetano Polverelli, directeur du Bureau de presse depuis 1931, engage deux jeunes journalistes, Gastone Silvano Spinetti et Annibale Scicluna Sorge, et leur confie la tâche de donner une organisation plus systématique et compacte à la fonction de gestion de la propagande interne du Bureau de presse. Spinetti présente donc à Polverelli un projet de création d'une section de propagande au sein du bureau. Cette nouvelle section de propagande, comme le précise Spinetti dans le document, reprenant les propos de Polverelli quelques mois plus tôt, devait avoir pour tâche de " recueillir, traiter et diffuser les écrits et les publications concernant la romanité, l'italianité et le régime ". La section de propagande conçue par Spinetti reste toutefois à l'état de projet ; en effet, dans une lettre adressée à la revue Storia Contemporanea, Spinetti lui-même déclare que la section de propagande est un simple bureau dans lequel travaillent deux personnes qui "distribuent des photographies et d'autres matériels aux journaux".

#### Thèmes
La propagande d'intégration, diffusée et élaborée par le biais des activités de censure et de révision du bureau de presse dans les années 1920 et au début des années 1930, était basée sur deux thèmes généraux:
- le mythe du Duce, c'est-à-dire la construction d'une image populaire de Mussolini ;
- l'idée de la Nouvelle Italie, c'est-à-dire la construction d'une image fictive d'une Italie stable, bien ordonnée et vigoureuse, dans laquelle la société menait une vie sobre et moraliste, incarnant les idéaux et les valeurs fascistes et rejetant les valeurs de l'Italie pré-fasciste avec son libéralisme bourgeois.

En construisant le mythe du Duce, le service de presse s'est attaché d'une part à construire l'image d'un homme aux qualités supérieures à la norme, et d'autre part à montrer que le Duce était proche de la vie des masses et des valeurs de la vie rurale.
La construction de l'image de Mussolini en tant qu'homme aux qualités presque irréelles, dont l'autorité était absolue et qui était un symbole de vigueur et de virilité, a été réalisée par le service de presse par le biais des moyens suivants:
- l'instruction aux journaux d'omettre les nouvelles concernant les maladies du Duce, son anniversaire (c'est-à-dire son âge avancé), sa vie privée ;
- la directive aux journaux que Mussolini n'est plus seulement le chef du gouvernement mais le Duce ;
- la disposition selon laquelle tous les discours de Mussolini devaient être publiés en première page ;
- l'interdiction faite aux journalistes de faire l'éloge d'autres hommes politiques que Mussolini ou le roi ;
- la diffusion d'informations sur les exploits sportifs du Duce, ses prouesses en tant qu'athlète et les photographies montrant Mussolini en train de monter à cheval, de nager, de diriger des manœuvres militaires ;
- la création de l'image de Mussolini comme un homme proche de la vie des masses, notamment par la publication de photographies dans lesquelles le Duce est habillé en tenue de travail parmi les paysans, ou conduit un tracteur, ou manie un chalumeau.

La construction de l'idée de la Nouvelle Italie a été réalisée par le Bureau de Presse à travers:
- la promotion de l'abolition de la manière traditionnelle de célébrer le Nouvel An et de l'utilisation des arbres de Noël, car ces coutumes étaient considérées comme propres à une société bourgeoise archaïque ;
- la campagne contre la criminalité, qui faisait partie d'une campagne plus générale visant à éliminer des journaux toute nouvelle pouvant donner l'impression que le fascisme ne contrôlait pas totalement la vie nationale et qui avait pour but de faire croire aux Italiens que le fascisme avait créé une société stable et ordonnée. La campagne contre la criminalité a été mise en œuvre par le bureau de presse par le biais de l'ordre de Capasso Torre aux journaux de ne pas utiliser de slogans, de photographies et de ne pas publier d'articles faisant référence à des épisodes criminels tels que les épidémies, les crimes passionnels et les suicides, et a été poursuivie par le régime pendant plus d'une décennie.
- Le renforcement de la famille traditionnelle et de la valeur de la maternité comme symboles de stabilité sociale avec l'interdiction de publier des images de femmes à moitié nues et d'une maigreur excessive, la suppression des concours de beauté et l'attribution de prix aux familles les plus nombreuses[9]. Le régime tente ainsi d'imposer aux Italiens une vision traditionnelle du rôle des femmes, qui doivent rester liées à leurs devoirs d'épouses et de mères.

Il est important de noter que la construction de l'idée de la Nouvelle Italie était basée sur la valeur négative attribuée par le régime au libéralisme bourgeois de l'Italie pré-fasciste. Les valeurs libérales et bourgeoises, en effet, étaient considérées comme des symptômes d'une société corrompue et décadente et étaient présentées aux masses comme désuètes et dépassées, afin de les convaincre que la société ordonnée et stable de la Nouvelle Italie devait les rejeter complètement.
Un aspect très important de la propagande d'intégration est que, dans la construction du mythe du Duce et de l'idée de la Nouvelle Italie, le Bureau de Presse a toujours dû faire la médiation entre le nouveau et le traditionnel, en obtenant, c'est-à-dire, une propagande qui, d'une part, présentait les thèmes du nouveau et de la modernisation sociale et morale apportée par le fascisme, et d'autre part, restait liée aux valeurs traditionnelles du monde agricole et rural, puisque celles-ci étaient les valeurs de base de la majorité des Italiens.

### La réorganisation (1933-1934)
Au début des années 30, le besoin se fait sentir au sein du régime de placer le contrôle systématique de la propagande et de la culture entre les mains d'une structure unitaire qui, grâce à ce contrôle, permettrait l'unification des deux secteurs dans le but de donner à la propagande une fonction culturelle, c'est-à-dire d'utiliser la propagande pour faire de la politique culturelle fasciste une réalité concrète pour les masses, pour créer un pont entre la culture fasciste et la majorité des Italiens. Des propositions pour la création d'un organisme unique exerçant un contrôle à la fois sur la propagande et la culture étaient apparues dans la revue Critica fascista dans laquelle, en 1933, était suggérée la création d'un ministère de la Propagande, inspiré du ministère de la Propagande de Goebbels dans l'Allemagne nazie.
À la suite de ce débat, il est apparu que le service de presse du chef du gouvernement n'était plus adapté aux ambitions culturelles du régime, car il avait défini les critères généraux de la propagande, mais ne s'était pas intéressé à la culture et aux problèmes culturels, c'est-à-dire qu'il n'avait pas utilisé les outils et les techniques de la propagande pour faire des valeurs fascistes une réalité concrète pour les masses.
Galeazzo Ciano, le gendre de Mussolini, nommé directeur du bureau en août 1933, s'efforce de remédier aux insuffisances du bureau de presse. En effet, entre août 1933 et septembre 1934, Ciano procède à une réorganisation du service de presse dans le but d'élargir ses fonctions et de rapprocher ses activités des problèmes culturels et de la culture:
- l'extension des contrôles et de la surveillance de la presse avec :
  - l'affectation, en 1934, d'attachés de presse auprès des préfets de Rome, Florence, Milan, Turin, Bologne, Naples et Palerme, afin de rendre plus efficaces la diffusion et la collecte des informations ;
  - l'augmentation des subventions aux journaux ou aux journalistes individuels ;

- l'intérêt pour les médias de masse à travers :
  - le lancement d'études préliminaires sur la radio et le cinéma et le projet de création d'une section de l'office qui leur serait consacrée[11];
- la centralisation entre les mains de l'Office de presse de la gestion de la propagande du régime à l'étranger, jusqu'alors confiée au ministère des Affaires étrangères, en transférant à l'Office lui-même les fonds nécessaires à la création d'une section de propagande qui était une section étrangère de l'Office de presse, un bureau de propagande à l'étranger au sein de l'Office de presse[12].

La section de la propagande, chargée d'organiser la propagande du régime à l'étranger, est devenue opérationnelle à partir d'avril 1934, ses bureaux étaient situés dans le bâtiment du ministère des affaires étrangères, et une étape fondamentale de sa création a été l'acceptation par le ministère des affaires étrangères de céder la tâche d'organiser la propagande à l'étranger à ce nouvel organe, extérieur au ministère lui-même. Le document dans lequel le ministère des Affaires étrangères a admis qu'il devait céder une partie de ses activités, c'est-à-dire celles concernant la propagande à l'étranger, à un autre organisme extérieur est l'"Appunto sulla Propaganda" (Note sur la propagande), qui exprime la position du ministère sur la nouvelle du projet de création d'un bureau de propagande à l'étranger. Dans ce document, tout en reconnaissant que le nouvel organe absorberait une partie des activités du ministère, le cabinet du ministère des affaires étrangères réitère l'impossibilité de séparer clairement la politique étrangère et la propagande à l'étranger et, pour cette raison, établit que la nouvelle section de propagande et le ministère lui-même doivent entretenir des relations étroites et être informés chacun des activités de l'autre.

## Le Sous-secrétariat à la presse et à la propagande
Le 6 septembre 1934, Mussolini abolit le bureau de presse du chef du gouvernement, le remplace par le sous-secrétariat à la presse et à la propagande et nomme Galeazzo Ciano sous-secrétaire à la presse et à la propagande, lui conférant les pleins pouvoirs pour émettre des décrets et prendre des décisions sur les questions concernant la presse et la propagande.
Le sous-secrétariat à la presse et à la propagande constitue la réorganisation totale du service de presse pour le rendre plus adapté aux nouvelles ambitions de la politique culturelle fasciste. Il représente un pas en avant dans l'unification de la propagande et de la culture entre les mains d'une seule structure, une unification qui était apparue à la fin des années 1920 comme une nécessité fondamentale de la politique culturelle fasciste.
La présence du mot "propagande" dans le nom montre la volonté du régime de donner une organisation plus systématique à la diffusion du fascisme en Italie et à l'étranger, tandis que la persistance du mot "presse" dans le nom montre que les journaux sont toujours considérés comme les principaux instruments de propagande politique et culturelle de l'État.
La création du sous-secrétariat à la presse et à la propagande a été influencée par le ministère de la Propagande créé par Joseph Goebbels en Allemagne. En 1933, en effet, Goebbels lui-même s'était rendu à Rome et avait visité les principales institutions culturelles fascistes et rencontré Mussolini et Ciano. En 1934, Ciano avait également entamé une étude du ministère créé par Goebbels dans le but de l'utiliser pour introduire des changements majeurs au sein du Bureau de presse.
À la date de sa création (6 septembre 1934), le sous-secrétariat à la presse et à la propagande comprenait les directions générales suivantes:
- la direction générale de la presse italienne : créée en 1929 au sein du bureau de presse avec l'élévation au rang de direction générale de la section de la presse italienne, cette direction générale était chargée d'émettre des directives aux journaux par le biais de ce que l'on appelle les voiles ou les ordres de presse ;
- la direction générale de la presse étrangère, créée en 1929 au sein du service de presse avec l'élévation à la direction générale de la section de la presse étrangère ;
- la Direction Générale de la Propagande, dont le prédécesseur était la Section de Propagande créée par Ciano au début de 1934 et qui, grâce à la collaboration avec des organisations travaillant à l'étranger comme la CAUR, le Dante Alighieri et l'Institut de la Culture Fasciste (Istituto fascista di cultura) à l'Étranger, envoyait d'énormes quantités de matériel de propagande à l'étranger et organisait des manifestations culturelles à l'étranger[15].

Entre 1934 et 1935, le sous-secrétariat à la presse et à la propagande a défini son contrôle sur la propagande et l'a étendu à la culture, étendant ainsi son influence sur les médias de masse et a donc fait l'objet d'une expansion de sa structure interne :
- la création de la Direzione Generale per la Cinematografia (Direction générale de la cinématographie) avec le décret du 18 septembre 1934 : cette direction était chargée de la censure et de la révision dans le domaine théâtral, du crédit cinématographique, des autorisations pour la création de nouveaux cinémas, de l'organisation d'expositions et de congrès cinématographiques. L'expansion du contrôle du Sous-secrétariat sur le cinéma témoigne que le régime avait finalement reconnu l'importance de ce nouveau moyen de communication de masse, cependant, cette reconnaissance n'a pas produit un changement très significatif dans la façon dont cette activité culturelle était gérée, en fait, le fascisme n'a jamais créé une cinématographie d'État et les principales activités de la Direction générale de la cinématographie sont restées la révision et la censure[[16].
- la création de la Direction générale du tourisme avec le décret du 21 novembre 1934.
- la création de l'Inspection générale du théâtre et de la musique par le décret du 1er avril 1935.
- la création de l'Inspection de la radiodiffusion par le décret du 3 décembre 1934 : cette inspection s'occupe également de la télévision, car il aurait été prématuré de créer une division distincte pour la gestion d'un média encore en phase expérimentale[17].

## Le ministère de la Presse et de la Propagande
En l'espace de quelques mois, Ciano et Mussolini se rendent compte que le sous-secrétariat à la presse et à la propagande n'est plus adéquat car, dans un État autoritaire, le contrôle simultané de la culture et de la propagande doit être confié à un seul organisme qui soit une branche de l'appareil administratif et qui puisse institutionnaliser et régir ce contrôle. C'est pourquoi, le 24 juin 1935, le sous-secrétariat à la presse et à la propagande est transformé en ministère de la Presse et de la Propagande et Galeazzo Ciano est nommé ministre de la Presse et de la Propagande.
Le ministère de la presse et de la propagande a conservé la même structure interne que son prédécesseur, le sous-secrétariat, et a élargi cette structure pour inclure encore plus de domaines de la culture et de la propagande.
L'extension de la structure et des compétences du ministère de la Presse et de la Propagande a été réalisée par le biais de :
- placer l'Automobile Club, le SIAE (Société italienne des auteurs et éditeurs (en italien : Società Italiana degli Autori ed Editori ou SIAE)), les théâtres de San Carlo et de la Scala et l'EIAR sous la tutelle du ministère[18], qui était également soumis à la tutelle de la Direction générale des Postes et Télégraphes du ministère des Communications[19];
- l'attribution au ministère du pouvoir de nommer les attachés de presse dans les préfectures[18];
- la loi du 24 octobre 1935, par laquelle les directions générales de la presse italienne et étrangère se sont vues attribuer des pouvoirs spéciaux de saisie et de suppression des journaux, initialement confiés au ministère de l'intérieur ;
- l'élévation, en 1936, de l'"Ispettorato per il teatro e la musica" (Inspection du théâtre et de la musique) au rang de "Direzione Generale per lo spettacolo" (Direction générale des arts du spectacle), chargée d'unifier et de coordonner tous les organismes s'occupant des arts du spectacle et dont l'activité principale est la censure[20];
- la création de la division du livre ou division III au sein de la Direction générale de la presse italienne du ministère[21]: avec la création de cette division, dirigée par Amedeo Tosti et dont le personnel était composé de huit journalistes pour les livres italiens et de trente-deux pour les livres étrangers, le ministère de la Presse et de la Propagande a retiré l'activité de censure du livre au ministère de l'Intérieur, même si les critères de censure utilisés par la division étaient les mêmes que ceux utilisés par le ministère de l'Intérieur : les préfets étaient chargés d'identifier les livres soupçonnés de contenir des sentiments antifascistes et de les transmettre au ministère, qui décidait de les saisir ou d'interdire leur réimpression, de les censurer ou de demander leur révision ; parfois, c'est le ministère lui-même qui signalait certains livres suspects aux préfets et leur ordonnait de les saisir[22].
- le placement sous l'autorité du ministère du Sabato Teatrale, une initiative créée par Mussolini en décembre 1936 dans le but de développer un théâtre de masse, c'est-à-dire un type de théâtre capable d'attirer les paysans et les ouvriers grâce à l'organisation de représentations théâtrales à bas prix ;
- l'extension du contrôle du ministère sur les syndicats culturels dans le but de leur faire perdre leur capacité à contrôler leurs domaines de compétence respectifs : le Syndicat des auteurs et écrivains, par exemple, s'est vu interdire de s'occuper des traductions d'œuvres étrangères et de la censure, ces tâches étant du ressort du ministère ; la Confédération des artistes et professionnels, en outre, devait obtenir l'approbation du ministère avant d'entreprendre toute activité de propagande culturelle[23];
- la tentative du ministère de regrouper effectivement toutes les forces productives du secteur auquel elles s'intéressent sous l'égide de la Confédération des artistes et des professionnels : à cette fin, le ministère a exigé que les clubs locaux et les associations culturelles fournissent à la confédération la liste de leurs membres et, en 1936, tous les écrivains participant à des concours littéraires ont dû s'inscrire à l'Union des auteurs et des écrivains[23].

Le ministère de la Presse et de la Propagande a été le principal concepteur et diffuseur de la propagande de guerre pendant la guerre d'Éthiopie (1935-1936). Abandonnant la propagande d'intégration mise en place depuis 1926, le ministère concentre tous ses efforts sur une propagande d'agitation visant à contrer la propagande britannique et française, à remonter le moral de la population et à susciter des sentiments d'enthousiasme pour la guerre. Pour atteindre son objectif, le ministère de la Presse et de la Propagande se sert des institutions culturelles italiennes, s'emploie à leur faire perdre leur faculté d'initiative et d'autonomie et à coordonner leurs activités dans le but d'en faire de véritables instruments de propagande de guerre. L'Institut fasciste de la culture, par exemple, a organisé une série de conférences pendant la guerre pour propager les exploits des soldats italiens en Afrique, rendre hommage à la mission civilisatrice de l'Italie et créer le mythe impérial de l'Italie. [Des représentants du ministère de la Presse et de la Propagande sont introduits dans le conseil d'administration du Dante Alighieri dans le but de placer la société entre les mains du ministère lui-même et, à partir de ce moment, la société abandonne l'activité traditionnelle d'étude de la langue pour s'occuper de la distribution de brochures, de l'organisation de conférences, de récitals et de cours de langue.
Le ministère de la Presse et de la Propagande était également un outil précieux pour la politique étrangère du régime, puisqu'il a élargi sa fonction de gestion de la propagande à l'étranger en divisant la Direction générale de la Propagande en quatre sections:
- la propagande générale, qui était chargée de l'élaboration et de la diffusion de la propagande destinée aux pays étrangers ;
- la section radio, qui contrôlait les émissions vers les pays étrangers ;
- la section art et cinéma, qui contrôlait les films, les actualités et les expositions destinés aux pays étrangers ;
- la division spéciale connue sous le nom de Nuclei pour la "propaganda italiana all'estero" (NUPIE), chargée de préparer et de diffuser la propagande anticommuniste à l'étranger et à laquelle a été confiée par la suite la tâche de préparer la propagande à usage interne en cas de guerre.

En juin 1936, Galeazzo Ciano devient ministre des Affaires étrangères et Dino Alfieri, qui était jusqu'alors sous-secrétaire du ministère, est nommé ministre de la Presse et de la Propagande.

## Le ministère de la culture populaire
Le 27 mai 1937, Mussolini change le nom du ministère de la Presse et de la Propagande en ministère de la Culture populaire. Il existe une forte continuité politique et institutionnelle entre le nouveau ministère de la Culture populaire et le ministère de la Presse et de la Propagande ; en effet, tout au long de l'année 1937, le nouveau ministère conserve la même structure que l'ancien ministère de la Presse et de la Propagande. De plus, lors de la création du ministère de la Culture populaire, Dino Alfieri, ministre de la Presse et de la Propagande, est automatiquement nommé ministre de la Culture populaire.
L'explication officielle du nouveau nom était que l'expression "culture populaire" devait indiquer et célébrer l'élargissement des objectifs du ministère, qui, comme l'avait suggéré Dino Alfieri lui-même dans un rapport au Sénat au début de 1937, visait à faire un pas en avant dans le contrôle simultané de la culture et de la propagande, en visant l'unification des deux secteurs. Cette unification était nécessaire pour que la politique culturelle du régime devienne une réalité concrète pour le peuple et les masses, c'est-à-dire pour que les activités culturelles ne soient pas un privilège réservé à quelques-uns et pour éduquer les masses selon les principes et les valeurs fascistes, réalisant ainsi la révolution fasciste dont on parlait depuis les années 1920. À la fin des années 1930, on tente de définir plus précisément la nature et la fonction de la culture populaire dans le régime. Dans l'article Popular Culture in Popolo d'Italia du 30 mai 1937, par exemple, il était expliqué que le terme populaire n'était pas utilisé dans un sens péjoratif, mais dans le sens romain de "per tutto il popolo". Le même concept est exprimé dans un discours prononcé le 24 avril 1941 par Pavolini, dans lequel il affirme que la culture populaire est "quelque chose qui concerne la généralité des citoyens, simultanément dans les villes et les villages, qui touche toute la population ensemble".
Les explications officielles sur la nature de la culture populaire et le changement de nom du ministère n'étaient cependant que pure rhétorique puisque l'expression culture populaire était surtout un simple substitut du terme propagande. Déjà au début des années 1930, en fait, Mussolini et Ciano avaient réfléchi aux inconvénients du terme propagande et Ciano avait déclaré que "les gens ne veulent plus être propagandisés, mais ils veulent être informés". Pour cette raison, ils étaient allés jusqu'à proposer de supprimer le mot propagande du vocabulaire officiel et la réflexion sur les inconvénients du terme s'est poursuivie tout au long des années 1930, pour aboutir aux directives du 3 juin 1939 et du 5 février 1942 dans lesquelles il était demandé aux journalistes d'éviter d'utiliser le mot propagande en référence à l'activité gouvernementale.
Le fait que l'explication officielle selon laquelle le ministère de la culture populaire devait lancer un véritable programme de culture populaire visant à élever culturellement les masses était une pure rhétorique est démontré avant tout par le type d'activités et de fonctions exercées par le ministère lui-même.
Théoriquement, en effet, le travail du ministère devait être divisé entre deux types de fonctions: les fonctions dynamiques, visant à unifier la culture et la propagande afin de mettre en œuvre ce programme de culture populaire dont on parlait tant depuis le début des années 1930 ; les fonctions statiques, visant à perfectionner le contrôle totalitaire de la culture dans lequel, comme l'avait souligné Dino Alfieri dans un discours à la Chambre des députés au début de 1937, il y avait encore des problèmes et des lacunes. L'activité réelle du ministère a cependant été caractérisée pour l'essentiel par l'accomplissement de fonctions statiques et les fonctions dynamiques ont été très négligées.
Afin d'initier le raffinement du contrôle totalitaire sur la culture en remplissant ses fonctions statiques, le ministère a été affecté, à partir de février 1938, par une réorganisation structurelle, réalisée par le biais de :
- l'augmentation du personnel, qui est passé de 183 employés au ministère de la Presse et de la Propagande à 800 fonctionnaires, dont beaucoup venaient du ministère des Affaires étrangères ;
- l'ajout au personnel du ministère d'un nombre croissant d'experts en cinéma, radio, architecture, photographie et la création de la direction générale des services administratifs dans laquelle ils ont été placés ;
- la création, au sein des sections de la Direction générale de la presse, de deux sous-sections, l'une pour la presse quotidienne, l'autre pour la presse non quotidienne ;
- la subdivision des sections de la Direction générale de la propagande par zones géographiques ;
- la création, par la Direction générale de la propagande, d'un réseau de zones de propagande (chaque zone de propagande se voit attribuer un groupe de propagandistes et un directeur des services de propagande) ;
- la création d'un Bureau de la race qui était chargé de la propagande raciale dans tout le pays et qui, en 1939, a changé de nom pour devenir le Bureau des études et de la propagande raciales[32];
- la réorganisation, entre 1938 et 1943, de la direction générale du tourisme : la direction allouait les subventions de l'État pour la construction d'hôtels, déterminait le prix des hôtels, donnait son aval aux projets de construction et était chargée de fournir à la presse italienne et étrangère des articles de propagande sur les activités touristiques nationales. L'ENIT et les offices provinciaux du tourisme lui sont rattachés et il supervise de nombreuses organisations touristiques, dont le RACI et l'ENITEA[33];
- l'attribution au Bureau de la censure théâtrale d'une autonomie propre par rapport à la Direction générale des arts du spectacle, dont il a été séparé[34];
- l'extension du contrôle du ministère sur l'Ente Stampa del Pnf et l'Ente Radio Rurale entre 1939 et 1940[35];
- la création, au sein de la direction générale des services administratifs, d'un bureau de mobilisation civile[36];
- la création en décembre 1939, au sein de l'Inspection de la radiodiffusion, d'un Service d'écoute radiophonique et radiotélégraphique de l'étranger[36];
- le changement de nom en 1942 de la Direction générale de la propagande en Direction générale des échanges culturels[37].

La réorganisation structurelle du ministère de la Culture populaire a entraîné une augmentation du budget du ministère, en effet, entre 1938 et 1939, plus de cent millions de lires ont été alloués.

### Structure interne
Après sa création et la réorganisation structurelle qui l'a affecté à partir de 1938, le ministère de la culture populaire avait la structure interne suivante :
- Direction générale de la presse italienne ;
- Direction générale de la presse étrangère ;
- Direction générale de la propagande ;
- Direction générale de la cinématographie (à laquelle étaient liés Cinecittà, et le Centro Sperimentale di Cinematografia) ;
- Direction générale du tourisme ;
- Direction générale du divertissement ;
- Inspection de la radiodiffusion.

### L'extension du contrôle
L'un des problèmes les plus importants auxquels le ministère de la Culture populaire a dû faire face dans le cadre du perfectionnement du contrôle totalitaire de la culture était la nécessité, également relevée dans Critica fascista, de centraliser le contrôle du très grand nombre d'institutions et d'organismes culturels aux mains de l'État. Ce raffinement et cette centralisation du contrôle pourraient être obtenus par une plus grande intégration de toutes les institutions culturelles dans les structures de l'État, dans le but de donner aux activités de ces organismes et institutions un "principe organique et systématique" qui les réglementerait.
Afin de répondre à ce besoin de centralisation et de réglementation plus précise des activités des institutions culturelles nationales, l'État n'a pas créé de nouvelles institutions culturelles et le ministère de la culture populaire s'est employé à absorber totalement les institutions culturelles préexistantes dans le but de supprimer complètement leur autonomie.
Grâce à l'action du ministère de la Culture populaire, la Reale Accademia d'Italia, qui en 1936 avait été arrachée au contrôle du ministère de l'Éducation nationale et placée sous la tutelle du ministère de la Presse et de la Propagande, perd complètement son autonomie. En fait, il a été utilisé pour la campagne raciale du régime par la création d'un centre d'étude des civilisations primitives, qui a travaillé en étroite collaboration avec le bureau de la race du ministère afin de rendre les résultats de ses recherches pertinents pour les questions de la politique raciale officielle.
Le ministère de la Culture populaire s'emploie également à rendre l'Institut de la culture, qui en 1937 avait changé de nom pour devenir l'Institut de la culture fasciste afin de souligner l'importance accrue de son rôle dans la politique culturelle fasciste, de plus en plus dépendant de l'activité de l'État. L'Institut est utilisé par le ministère de la Culture populaire pour promouvoir la campagne raciale du régime, en effet, il est chargé d'organiser des réunions et des conférences dans tout le pays sur les thèmes de la race et de la haine raciale. Le ministère de la culture populaire s'est également opposé au projet élaboré en 1943 par le SNP, qui voulait placer sous son contrôle toutes les institutions culturelles qui n'étaient pas encore directement contrôlées et réglementées par les institutions de l'État. Avec son projet, le Pnf visait à arracher au ministère le contrôle d'une partie des institutions culturelles du pays et, à cette fin, avait déjà en 1937 coordonné les activités de l'Institut de la culture avec celles du Circolo filologico et de l'Université populaire de Milan, malgré l'absence d'approbation du ministère de la Culture populaire.

### Campagnes de propagande
Dans la seconde moitié des années 30, le ministère de la Culture populaire, tout comme le SNP, concentre tous ses efforts sur la création d'un climat de propagande et de culture particulier, en promouvant avec enthousiasme une série de campagnes de propagande.
La campagne de propagande en faveur de la "romanité" constitue la base de la propagande culturelle du ministère dans la seconde moitié des années 1930. En fait, le thème de la "romanité" est un thème central dans la constitution des nouveaux thèmes culturels qui apparaissent à cette époque. Le concept de "romanité", déjà élaboré dans les années 1920, a été utilisé par le régime à deux fins fondamentales.
Premièrement, elle a servi au régime à donner une légitimité à l'idéologie fasciste et au régime fasciste, c'est-à-dire qu'elle a affirmé que les origines du régime fasciste se trouvaient dans le passé glorieux de la Rome antique et, en particulier, de la Rome impériale. Le fascisme représente donc la continuation et la renaissance de l'esprit pur de la race italienne qui avait trouvé sa plus grande expression dans la Rome impériale et, en établissant une relation de continuité avec l'Empire romain, il obtient la légitimité historique dont il a besoin. Ce n'est pas un hasard si, dès les années 1920, le fascio littorio est choisi comme symbole du régime, ni si Mussolini est appelé "duce" et identifié à l'empereur romain Auguste et César, considéré comme un digne représentant du fascisme. Dans la seconde moitié des années 1930, cette campagne de propagande pour l'identification du fascisme au passé romain et à la Rome impériale est renforcée par de nombreuses mesures, notamment :
- la publication, en 1937, du film Scipio Africanus de Carmine Gallone, dans lequel l'empire éthiopien de Mussolini est identifié à l'empire d'Auguste ;
- l'adoption du style architectural romain-classique comme style officiel du régime, utilisé dans le Foro Mussolini, dans la ville universitaire de Rome et dans les nouveaux centres urbains, comme Latina ;
- l'ouverture, en 1937, de l'exposition Augusta de Romanità, qui contenait une section intitulée "Fascisme et Romanità" et qui a été largement diffusée par l'organisation de visites guidées à prix réduit. Lors de la cérémonie de clôture de l'exposition, Mussolini a également reçu un aigle vivant, symbole de la continuité historique entre la Rome impériale et le fascisme.

Le thème de la "romanité" a également été utilisé par le fascisme pour créer et légitimer le concept de "nouvel homme fasciste". Le "nouvel homme fasciste" était quelqu'un qui non seulement acceptait le fascisme avec ses valeurs et ses principes, mais qui changeait et régulait son comportement public et privé en fonction des principes et des valeurs du fascisme. Inspiré par les nouvelles valeurs du fascisme et les adoptant, l'"homme nouveau" était donc un nouveau type d'Italien qui rejetait les "vieilles" coutumes et les mœurs désuètes de l'Italie pré-fasciste et surtout de l'Italie libérale et bourgeoise. L'"homme nouveau" était un individu doté d'une nouvelle façon de penser, d'un nouveau comportement, d'une nouvelle culture et, pour cette raison, il représentait la plus haute expression de la "révolution fasciste" et de la "nouvelle Italie" que le fascisme voulait construire. Le concept de "romanité" est lié à celui d'"homme nouveau" car les principes et les valeurs fascistes sur la base desquels il devait régler son comportement coïncidaient avec les valeurs du citoyen de la Rome antique, à savoir la discipline, la conscience nationale, le sacrifice des intérêts personnels en faveur de ceux de l'État, la responsabilité et le dynamisme. L'"homme nouveau" doit donc être formé en inculquant aux Italiens les valeurs de la vie romaine et la campagne de propagande pour la formation de l'"homme nouveau" se caractérise par l'organisation de défilés et de rassemblements, l'adoption du pas romain et du salut romain. En outre, le ministère de la Culture populaire s'est engagé dans la campagne pour l'"homme nouveau" à travers un travail de censure et de séquestration dans lequel, par exemple, les journalistes ont reçu l'ordre de ne pas utiliser d'expressions exaltant le vieux lieu commun de la bonté des Italiens ou de ne pas faire de références à l'Italie libérale pré-fasciste. Le ministère de la culture populaire s'est également efforcé d'éliminer l'influence des dialectes, car ils représentaient le régionalisme politique, la division culturelle et une forme désuète de culture, et ces principes ne cadraient pas avec les principes de conscience nationale et de rejet des vieilles coutumes qui devaient caractériser le "nouvel homme fasciste". En effet, il était interdit aux périodiques de publier des histoires, des poèmes ou des chansons en dialecte et les acteurs de théâtre ne pouvaient pas prononcer la moindre réplique en dialecte.
À partir de 1938, le ministère de la culture populaire s'engage également dans une campagne de propagande anti-bourgeoise, liée aux thèmes de la "romanité" et de "l'homme nouveau". Le but de la campagne anti-bourgeoise était non seulement de dénigrer, mais aussi d'éliminer complètement les vieilles valeurs et coutumes bourgeoises du comportement des Italiens, parce qu'elles ne s'accordaient pas avec celles du "nouvel homme fasciste" et de l'homme romain. Cette campagne a été menée à travers l'organisation de conférences et d'expositions et la publication de livres et d'articles qui tentaient d'éliminer les valeurs bourgeoises des vêtements, du discours et des manières de table. Dans la réalisation de la campagne anti-bourgeoise, le développement du mouvement "anti-lei" a joué un rôle important. Le mouvement s'affirme avec l'organisation à Turin, fin 1937, d'une exposition de peintures intitulée "Mostra anti-lei" et rejette l'utilisation du pronom "Lei", considéré comme un symbole du snobisme bourgeois et de la servilité italienne envers les étrangers.
Une importante campagne de propagande dans laquelle le ministère de la culture populaire s'est engagé est la campagne anti-juive. Il a été lancé en 1938 et était lié au thème de la "romanité" et à la campagne xénophobe du régime. Le ministère de la culture populaire tente de convaincre les Italiens de l'existence d'une "race italique" pure, c'est-à-dire d'un type idéal d'Italiens qui s'est pleinement réalisé dans la Rome impériale et qui, après la chute de l'Empire romain, a été contaminé par des influences étrangères. La récupération des valeurs et des principes de la pure "race italique" ne serait possible qu'en purifiant la culture nationale des influences étrangères. Le "Ufficio studi del problema della razza" (Bureau pour l'étude du problème de la race) du ministère de la culture populaire a joué un rôle fondamental dans la campagne anti-juive. En effet, il s'est efforcé de libérer les magazines, le cinéma, le théâtre et toute autre activité culturelle des influences juives. Afin de convaincre les Italiens de l'existence d'un type d'Italique idéal, des documentaires cinématographiques sont réalisés et des expositions sont organisées, comme l'"Exposition de la race", qui se tient à Rome en avril 1940.
D'une manière générale, les campagnes de propagande du ministère de la culture populaire et les thèmes culturels qui leur sont liés témoignent de l'échec de la politique culturelle du régime et de son projet de "révolution" culturelle. Le régime, en effet, était conscient de son échec dans le domaine culturel et, à travers ces campagnes de propagande, cherchait à donner aux Italiens au moins l'illusion et l'apparence qu'il avait apporté des changements importants dans le domaine social et économique, qu'il avait réussi à réaliser une "révolution" culturelle.

### Révisionnisme culturel
L'attitude répressive et réactionnaire du ministère de la culture populaire, qui visait à accroître son contrôle totalitaire sur la culture, est à l'origine du développement d'une forte rébellion intellectuelle contre la politique culturelle du régime à la fin des années 1930. Cette rébellion était importante car elle impliquait non seulement les intellectuels qui s'étaient déjà établis avant le fascisme, mais aussi la nouvelle génération d'intellectuels qui s'était formée sous le régime fasciste. Ces intellectuels étaient en faveur du dialogue culturel, de la liberté d'expression, de la tolérance envers toutes les formes et activités artistiques. Ils ont plaidé contre l'identification de la culture à la propagande, qui conduisait la culture à peindre une réalité illusoire et factice du pays, et en faveur, par conséquent, d'une culture qui ne soit pas fondée sur la construction d'illusions et d'apparences, mais qui soit sensible à la réalité concrète actuelle. Une figure centrale de cette rébellion des intellectuels contre la nature réactionnaire et répressive de la politique culturelle du régime était Giuseppe Bottai, directeur de la revue d'inspiration fasciste Critica fascista et ministre de l'éducation nationale.
Bottai a mené à bien sa rébellion contre la politique culturelle du régime en ouvrant également sa revue aux auteurs et aux intellectuels qui s'étaient déclarés antifascistes, mais sa bataille la plus importante a été celle où il a tenté de placer le contrôle de la vie artistique nationale entre les mains du ministère de l'éducation nationale. Ainsi, Bottai, ministre de l'éducation nationale, a voulu arracher le contrôle des activités artistiques au ministère de la culture populaire et le placer sous son autorité afin de garantir la liberté d'expression culturelle et le dialogue culturel. Dans son discours du 4 juillet 1938 à la réunion des surintendants des antiquités et des beaux-arts du ministère de l'Éducation nationale, Bottai souligne la nécessité imminente pour le régime de centraliser davantage entre ses mains la vie artistique du pays. Cette centralisation pourrait être réalisée en plaçant le contrôle des activités des organisations et des individus intéressés par l'art, tant ancien que moderne, sous l'autorité d'un seul organisme unitaire, le ministère de l'éducation nationale. Entre 1939 et 1940, le ministère de l'Éducation nationale étend effectivement son contrôle sur la vie artistique du pays par les mesures suivantes :
- la loi du 22 mai 1939, par laquelle le nombre de surintendances du ministère a été porté à cinquante-huit et chaque surintendance s'est vu attribuer un seul domaine de compétence sur lequel elle avait pleine autorité ;
- la création, en janvier 1940, de l'Office d'art contemporain, dépendant directement de la Direction générale des antiquités et des beaux-arts du ministère. En raison de l'entrée en guerre de l'Italie quelques mois après la création du bureau, ce dernier n'a pas pu développer un programme d'action clair et spécifique, mais il représente néanmoins le plus important des triomphes bureaucratiques du ministère de l'Éducation nationale sur le ministère de la Culture populaire[45].

Le fait que Bottai ait réussi à étendre le contrôle du ministère de l'Éducation nationale sur la vie artistique du pays a été possible grâce à la position prestigieuse dont il jouissait au sein du régime et, surtout, grâce au fait que le ministère de la Culture populaire ne disposait pas d'une subdivision spécifique chargée de contrôler les activités artistiques.
Bottai poursuit son combat en faveur du dialogue culturel et de la liberté d'expression en s'insérant également dans le débat entre traditionalisme et modernisme dans l'art, qui a resurgi après l'adoption des lois raciales en 1938 (dont Bottai était cependant l'un des plus ardents défenseurs). Certains antisémites et membres du PNF avaient en effet affirmé que le modernisme était le produit d'influences étrangères et juives et que, pour cette raison, l'État ne devait pas se préoccuper de sa défense et de sa préservation. Dans ce climat, Bottai s'est rangé du côté de la défense du modernisme artistique et culturel, affirmant plus d'une fois dans la Critica Fascista que le régime ne devait pas se désintéresser de la défense et de la protection de l'art moderne car le modernisme dans l'art n'était pas le produit d'influences étrangères et décadentes. En outre, dans la revue Le arti de février 1939, Bottai tente de démontrer la compatibilité de l'art moderne et de la politique culturelle fasciste et, dans divers discours, affirme que le dialogue culturel ne peut que profiter au fascisme, car il éveille l'intérêt du public et la créativité artistique. Dans son discours à la Biennale de Venise en 1938, Bottai s'est également élevé contre l'identification de l'art à la propagande, c'est-à-dire l'utilisation de l'art comme simple outil de propagande, et a déclaré que le régime ne devait pas viser la "fusion absolue des intérêts artistiques et politiques".
La rébellion des intellectuels contre la politique culturelle réactionnaire et répressive du régime a touché tous les domaines de l'activité intellectuelle, de la presse à la littérature, au théâtre et au cinéma.
En ce qui concerne la presse, un rôle fondamental dans la lutte contre la politique du régime a été joué par le nouveau magazine de Bottai, Primato, qui a été lancé le 1er mars 1940 et dont le dernier numéro a été publié en 1943. Le magazine de Bottai critiquait explicitement le régime, plaidait en faveur du dialogue culturel et contre l'identification de la culture à la propagande, et exprimait sa confiance dans la nouvelle génération d'intellectuels qui se rebellaient contre l'attitude répressive du régime dans le domaine culturel.
Sur le plan littéraire, cependant, l'activité des revues littéraires d'avant-garde est importante, comme Letteratura, la revue de Bonsanti qui accueille les voix des auteurs antifascistes, et Campo di Marte, la revue de Gatto et Pratolini qui prend une position plus explicite contre la politique culturelle du régime et qui est supprimée un an plus tard par le ministère de la culture populaire.
Sur le plan théâtral, un événement important est la réunion en mai 1938 d'une trentaine d'auteurs dramatiques faisant partie de la Confédération des artistes et professionnels. Lors de la réunion, présidée par Marinetti, les dramaturges déclarent que le théâtre italien doit être libéré de la censure du MinCulPop et approuvent un ordre du jour stipulant que le théâtre ne doit pas être un instrument de propagande présentant une réalité illusoire et apparente, mais doit représenter la réalité concrète actuelle du pays. [Dans le domaine du théâtre, cependant, la forme la plus importante de rébellion contre la politique culturelle répressive du MinCulPop a été le Teatro delle Arti d'Anton Giulio Bragaglia, qui n'était pas totalement libéré de la censure du régime, mais qui a tout de même réussi à faire entrer dans les théâtres italiens des œuvres d'auteurs étrangers comme O'Neill et Dostoïevski et à remplacer la réalité illusoire construite par le régime par la réalité concrète du pays.
Toutes ces formes de rébellion intellectuelle contre la politique culturelle du fascisme sont des preuves évidentes de l'échec des ambitions culturelles du régime, car elles montrent comment le fascisme, même à la fin des années 1930, n'a pas réussi à exercer un contrôle totalitaire efficace sur la culture nationale.

### Alessandro Pavolini
En 1939, Dino Alfieri est nommé ambassadeur à Berlin et le 31 octobre de la même année, Alessandro Pavolini est nommé nouveau ministre de la culture populaire. Pavolini, grâce à sa personnalité et à son expérience dans le domaine de la propagande, rend l'attitude du ministère de la culture populaire envers la culture encore plus agressive et répressive, dans le but de parvenir à une plus grande centralisation du contrôle des activités culturelles entre les mains du ministère lui-même. L'objectif de ce renforcement du contrôle du ministère sur la culture est de lui permettre de concentrer tous ses efforts sur l'élaboration et la diffusion de la propagande de guerre. Ce n'est pas un hasard si cette mise au point du contrôle culturel a eu lieu à partir de 1940, année où l'Italie est entrée en guerre aux côtés de l'Allemagne. Pour réaliser cette amélioration, Pavolini a mis en œuvre les mesures suivantes :
- Le ministère de la culture populaire a reçu des pouvoirs spéciaux pour toutes les questions concernant la presse et les autres médias de masse ;
- En décembre 1941, le nombre d'attachés de presse du ministère passe de 10 à 15 et le nombre d'inspecteurs généraux est doublé ;
- Entre 1939 et 1943, le ministère s'occupe de la suppression des revues littéraires d'avant-garde telles que Campo di Marte, Oggi, L'Italiano, Il Frontespizio ;
- Avec la loi du 18 janvier 1943, il est établi que la division du livre de la Direction générale de la presse est chargée de contrôler et de distribuer le nulla osta à toutes les publications traitant des relations internationales, de la défense militaire et des événements de la guerre ;
- Avec la loi du 19 avril 1943, le ministère est chargé d'accorder ou de retirer l'autorisation de créer de nouveaux projets d'édition et de supprimer les projets existants ;
- En 1940, le chef des services de propagande du ministère de la culture a été ajouté au conseil d'administration de l'Institut de la culture, et une unité spéciale de l'Institut a été créée au sein de la direction générale de la propagande du ministère. Pavolini fait ainsi de l'Institut de la culture une véritable succursale du ministère de la Culture populaire dans le but d'en faire un instrument de propagande de guerre dans les provinces. Les antennes locales de l'Institut de culture organisent en effet des conférences, des réunions, des expositions d'art, utilisent des films documentaires sur les événements de la guerre et, à partir de la fin de 1942, utilisent des projecteurs montés sur des camions pour diffuser des films documentaires sur les événements de la guerre dans les zones rurales[49].
- En décembre 1939, un Service d'écoute radiophonique et radiotélégraphique étranger est créé au sein de l'Inspection de la radiodiffusion[36];
- En 1940, un bureau de mobilisation civile est créé au sein de la direction générale des services administratifs[36].

De manière générale, les mesures mises en œuvre à partir de 1940 montrent qu'entre 1940 et 1943, le ministère de la Culture populaire est effectivement touché par le renforcement de son contrôle sur la culture. Toutefois, afin de ne pas créer un conflit d'intérêts avec l'état-major, ce qui aurait été contre-productif pour la guerre, le ministère a dû abandonner une partie de ses pouvoirs et les confier au Bureau de presse et de propagande du Commandement militaire suprême italien, qui avait été créé en 1940. Cette concession du ministère a eu lieu avec l'accord de mai 1942 entre Pavolini et le général Ugo Cavallero, qui stipulait que le Bureau de presse et de propagande du Commandement suprême devait examiner à l'avance toutes les publications concernant les phases militaires de la guerre, afin d'éviter la diffusion d'importants secrets militaires.

### Propagande de guerre
Le déclenchement de la Seconde Guerre mondiale en 1939 et la décision de l'Italie d'entrer en guerre en 1940 font que, surtout à partir de 1940, le MinCulPop concentre toute son énergie sur l'élaboration et la diffusion de la propagande de guerre à usage interne. Une caractéristique fondamentale de cette propagande était qu'il ne s'agissait pas d'une propagande d'intégration, que le régime utilisait depuis 1926, mais d'une propagande d'agitation, dont le but était d'exalter le sentiment national, la violence et le dynamisme de l'action. Pour comprendre les principaux thèmes de la propagande de guerre du ministère de la culture populaire et son attitude pendant les années de guerre, on peut analyser les comptes rendus des réunions tenues entre le ministre de la culture populaire et les rédacteurs en chef des journaux entre 1939 et 1943. Lors de ces réunions, le ministre de la culture populaire donnait des instructions de presse générales aux rédacteurs en chef des journaux, et ces instructions étaient suivies par l'émission d'ordres de presse plus précis et plus clairs, appelés "veline", qui représentaient l'application concrète des instructions données par le ministre lors des réunions avec les journalistes.
L'un des thèmes fondamentaux qui ressort des procès-verbaux des rencontres entre le ministre Pavolini et les directeurs de journaux est l'invitation à ne pas transmettre une confiance excessive dans la victoire, à ne pas considérer la victoire comme acquise. Ce thème témoigne de la conscience du régime de l'impréparation militaire de l'Italie et de son infériorité économique et militaire par rapport à l'Allemagne nazie. Cette conscience est attestée, par exemple, par un rapport du 17 mai 1941, dans lequel Pavolini ordonne aux journalistes de ne pas présenter les faits de guerre uniquement du point de vue allemand, mais de considérer avant tout le point de vue italien.
Un autre thème important est l'esprit de sacrifice qui devait distinguer les Italiens. Ils devaient être conscients que le sacrifice était nécessaire pour gagner la guerre et cette invitation au sacrifice est attestée, par exemple, dans le tract du 30 octobre 1940 dans lequel il est dit : " personne ne doit penser à dire que le beurre est mauvais pour la santé, que l'huile est indigeste, etc. mais que ce sont des sacrifices que l'on peut supporter très pacifiquement ". Dites plutôt qu'il s'agit de sacrifices supportés très sereinement". La guerre est rapidement devenue un symbole auquel on a confié les valeurs du sacrifice, de la pauvreté et des privations personnelles. Ces valeurs favorisaient l'unification des individus en communautés et le développement d'un sentiment de communauté chez les individus et, pour cette raison, faisaient de la guerre un élément fondamental du régime dans la construction d'un sentiment d'appartenance nationale. La Seconde Guerre mondiale a été interprétée, en fait, comme une guerre entre l'or et le sang, c'est-à-dire entre la matière et la foi. La guerre devient donc une guerre entre ceux dont la seule valeur est la richesse et qui sont les représentants du matérialisme, c'est-à-dire les Américains, et ceux dont les valeurs fondamentales sont l'esprit de sacrifice, la pauvreté et le sentiment d'appartenance nationale qui en découle, c'est-à-dire les Italiens et leurs alliés. Les peuples de l'or étaient souvent représentés par des images issues de la mythologie classique. En effet, par exemple, la capacité des États-Unis à tirer des richesses de tous les malheurs humains était représentée par la figure du roi de Phrygie, Midas.
Le thème de l'antisémitisme était un autre thème sous-jacent de la propagande de guerre du ministère. Les journalistes ont reçu l'ordre de ne pas couvrir Moravia et ses œuvres, et il a été interdit aux journaux d'inclure des publicités juives.
Dans sa propagande de guerre, le ministère de la Culture populaire reprend et renforce également le culte de la personnalité du Duce, qui s'accompagne d'une tendance à ne pas valoriser le travail des hiérarques et des commandants militaires engagés dans la guerre.
Le ministère de la culture populaire a également lutté contre les voix provenant de stations de radio étrangères, lançant une campagne violente contre ceux qui écoutaient les voix de l'étranger. Toutefois, le ministère ne réussit pas à éliminer complètement l'influence des voix étrangères, qui, en fait, à partir de 1942, commencent à apparaître également dans les émissions de radio italiennes.

#### L'échec de la propagande de guerre
Bien qu'il ait concentré tous ses efforts sur la propagande de guerre, le ministère de la culture populaire n'a pu éviter l'aggravation et la crise de la situation italienne dans la guerre, surtout à partir de 1942, et le développement important d'un sentiment d'aversion envers le régime. À partir de 1942, en effet, les Italiens sont devenus plus conscients du fait que les valeurs de sacrifice et de privation confiées par le fascisme à la guerre et qui unissaient les individus dans une communauté, ne les mèneraient pas à la victoire parce qu'elles se heurtaient à la capacité technique et productive supérieure des Anglo-américains. Pour cette raison, il y a eu un effondrement des valeurs confiées par le régime à la guerre et cet effondrement a provoqué, à son tour, l'effondrement du sentiment d'appartenance nationale qui était basé sur ces valeurs. L'effondrement du sentiment d'appartenance nationale des Italiens est visible, par exemple, dans les chansons où le pronom nous est remplacé par le singulier, comme symbole du fait que la guerre ne concerne plus la communauté, mais qu'elle est une guerre personnelle de ceux qui ont perdu leur fils ou qui veulent retrouver leur femme. Le fascisme les avait présentés comme des ennemis dont la société était fondée sur la corruption, la violence, l'individualisme et la seule valeur de la richesse. À partir de 1942, les Italiens ont commencé à les considérer davantage comme des libérateurs, à leur accorder des sentiments de confiance et d'amitié, et à remplacer les valeurs de sacrifice et de pauvreté par les valeurs américaines de richesse et de bien-être.

### L'expérience de Salò
Le 25 juillet 1943, le roi dépouille Mussolini des pouvoirs qu'il lui avait conférés en 1922 et confie au général Badoglio la tâche de former un nouveau gouvernement non fasciste, décrétant ainsi la chute du régime de Mussolini. Badoglio conserve le ministère de la Culture populaire, mais suspend toutes ses activités et ne l'utilise que pour transmettre des ordres visant à contrôler la presse.
En septembre 1943, Mussolini, retenu prisonnier sur le Gran Sasso, est libéré par les Allemands et annonce le 23 septembre de la même année la création d'un État néo-fasciste basé à Salò, qui prend le nom de République sociale italienne (RSI). Encouragé par la nouvelle de la naissance du nouvel État néo-fasciste, certains fonctionnaires s'installent à Salò, Mussolini fait transférer le siège du ministère de la Culture populaire dans la ville et nomme Ferdinando Mezzasoma nouveau ministre de la Culture populaire à la place de Polverelli. Mezzasoma vise à réaliser le contrôle totalitaire effectif sur la culture que le régime qui s'est effondré en juillet 1943 n'a pas réussi à réaliser, et à cette fin, le nouveau ministre de la culture populaire met en œuvre une politique culturelle plus rigide et intransigeante que celle de ses prédécesseurs.
Tout d'abord, Mezzasoma a initié une réorganisation structurelle du ministère. Les décrets de novembre 1943 du Conseil des ministres de Salò créent une Direction générale de la presse et de la radio interne et son correspondant étranger, qui réunit les Directions générales de la presse italienne et étrangère et l'Inspection de la radio. Les décrets de novembre 1943 sanctionnent également la naissance de la Direction générale des arts du spectacle, qui réunit le cinéma et le théâtre.
En outre, Mezzasoma a fait en sorte que, pour la première fois, le fascisme traite de la culture dans un sens global, c'est-à-dire non seulement de son contrôle et de sa diffusion, mais aussi de sa production. Les journaux et l'industrie du livre étaient considérés comme de véritables agences de l'État, et les industries du cinéma et du théâtre étaient directement contrôlées par l'État, dans le but de former une industrie du cinéma et du théâtre gérée par l'État.
En général, grâce au travail de Mezzasoma, le Ministère de la Culture Populaire a pu atteindre, dans la République de Salò, un contrôle apparemment totalitaire et absolu sur la culture. Ce contrôle, en fait, n'avait été atteint que sur un plan théorique, car le nouveau gouvernement de Mussolini était complètement manipulé par les Allemands. L'ambassadeur allemand Rudolf Von Rahn supervisait toutes les activités de Mussolini, les décisions politiques et culturelles étaient prises par les Allemands, et le ministère de la Culture populaire n'avait aucune autorité ou autonomie par rapport aux nazis, de sorte que, par exemple, entre 1944 et 1945, la censure des films devait recevoir l'autorisation des Allemands.
Le maintien du ministère de la culture populaire dans la République de Salò montre que, malgré l'instabilité qui caractérise ce nouveau gouvernement fasciste, il était toujours nécessaire de disposer d'une structure administrative pour l'élaboration et le contrôle de la propagande. Ce besoin de continuer à mener des actions de propagande et des activités culturelles était, d'une part, le produit naturel de la fin d'un moment historique. En effet, après vingt ans pendant lesquels la propagande avait été utilisée pour créer un climat d'apparence et d'illusion, il était naturel de s'appuyer à nouveau sur les outils de propagande. D'autre part, c'était une façon pour ceux qui étaient encore fidèles au fascisme de rester attachés au passé et de refuser d'accepter que l'expérience fasciste soit terminée.

## Ministres
- Liste des ministres italiens de la Culture populaire

## Crédits de traduction
- (it) Cet article est partiellement ou en totalité issu de l’article de Wikipédia en italien intitulé « Ministero della Cultura Popolare » (voir la liste des auteurs).

## Source
- (it) Cet article est partiellement ou en totalité issu de l’article de Wikipédia en italien intitulé « Ministero della cultura popolare » (voir la liste des auteurs).